# Nicella hebes
Nicella hebes is een zachte koraalsoort uit de familie Ellisellidae. De koraalsoort komt uit het geslacht Nicella. Nicella hebes werd in 2007 voor het eerst wetenschappelijk beschreven door Cairns. 